# 阿罗悖论
阿罗不可能定理（英語：Arrow's impossibility theorem）或阿罗悖论（Arrow's paradox）指的是諾貝爾獎得主肯尼斯·阿羅提出的一項社會理論。其描述的是在有三個以上的選項時，沒有任何「排名投票」機制可以既把個人偏好的排名轉變為代表整個群體的排序，而且還兼顧普遍性（不考慮特別限制以外的所有民眾都能投票）、非獨裁（并非由唯一選民決定結果）、帕累托效率（有人變好就要有人變差），以及獨立性（不相干的人投票不應連動）。

## 命题
有 N 种选择，有 m 个决策者，他们每个人都对这 N 个选择有一个从优至劣的排序。我们要设计一种选举法则，使得将这 m 个排序的資訊彙總成一个新的排序，称为投票结果。我们希望这种法则满足以下条件：
一致性 (unanimity)
或称为“帕累托效率” (Pareto efficiency)。即如果所有的 m 个决策者都认为选择 a 优于 b，那么在投票结果中，a 也优于 b。
非独裁 (non-dictatorship)
不存在一个决策者 X，使得投票结果总是等同于 X 的排序。
独立于无关选项 (independence of irrelevant alternatives, IIA)
如果现在一些决策者改了主意，但是在每个决策者的排序中，a 和 b 的相对位置不变，那么在投票结果中 a 和 b 的相对位置也不变。
那么，如果 N 大于等于 3，我们不可能设计出这种制度。

## 例子
例如，某日人们举办一个投票，这个投票问卷只有一个问题，包含若干个选项，投票者根据自己的偏好给这几个选项排序。人们希望满足以下幾个条件：
- 投票的结果应该能表现出多个参加者的偏好，而不是某个人的偏好。
- 它应该能体现所有参加者的偏好，并且如果有2次投票所有人投的票相同，结果也一定相同。
- 如果人们改变了某2个选项的相对优先级，那么这变化不应该影响其他选项的相对优先级。
- 如果一个人提高了某个选项的优先级，那么在结果中，这个选项的优先级不能因此下降。
- 所有结果的排序都应该是可能达到的。

阿罗的结论是，如果有2个或以上的人参加投票，并且问题有3个或以上的选项，那么以上的这些条件不可能同时满足。

## 外部連結
- Tang, Pingzhong; Lin, Fangzhen. . Artificial Intelligence. 2009, 173: 1041–1053. doi:10.1016/j.artint.2009.02.005.